# Tsarévitx

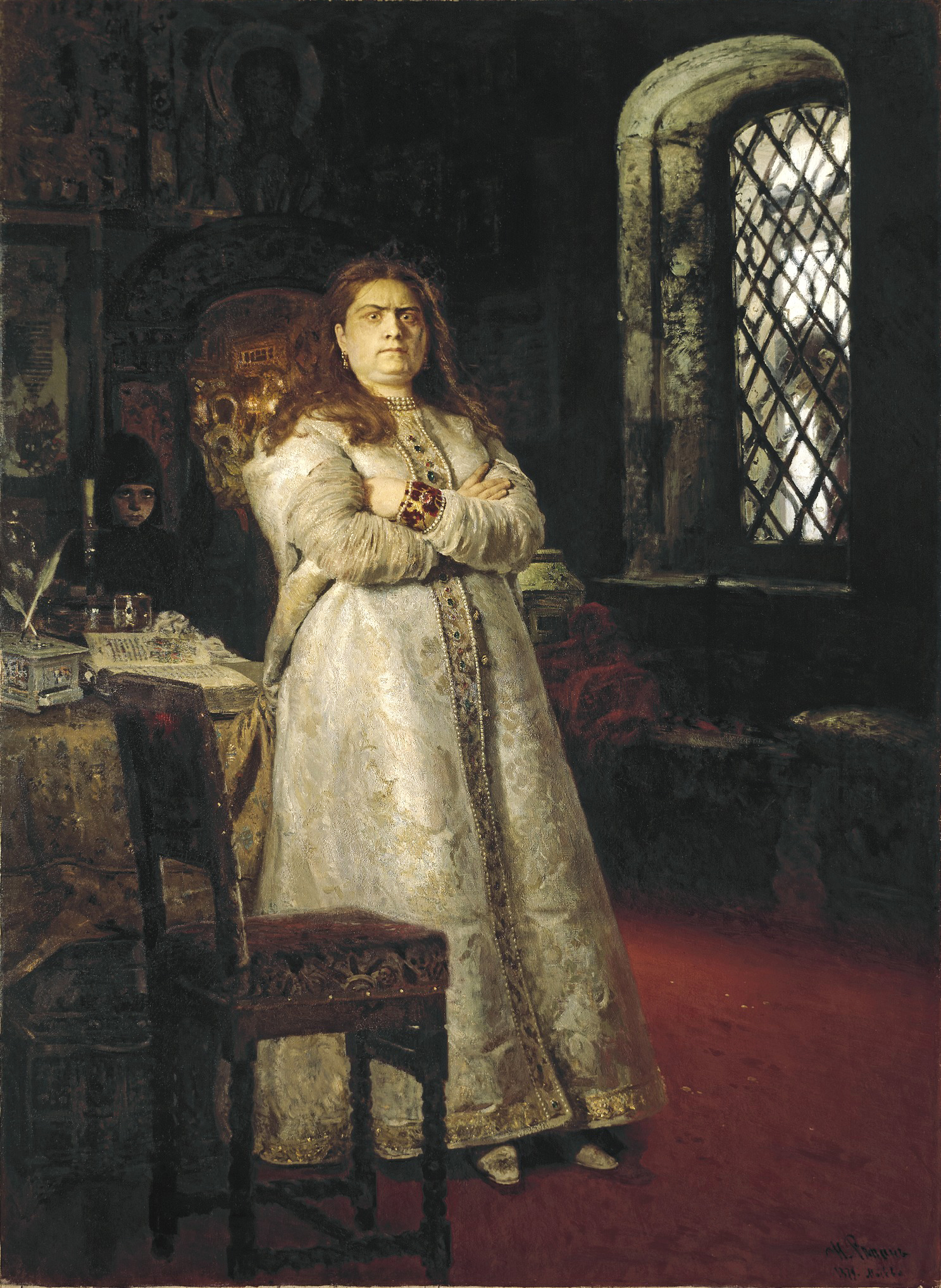
La tsarevna Sofia Alekséievna de Rússia

El tsarévitx (en rus Царевич), de vegades tsesarévitx (Цесаревич) com una forma més antiquada, era a l'Imperi Rus el primogènit del tsar i hereu del tron, quan era fill d'un tsar regnant. Significa literalment 'fill del tsar' (equivalent a príncep) per al sexe masculí (per al sexe femení se'n diu tsarevna), però només corresponia al primogènit, ja que els altres portaven el títol de gran duc. L'últim tsarévitx de Rússia va ser Aleksei Romànov, fill de Nicolau II, nascut el 1904 i assassinat juntament amb els seus pares i germanes a Iekaterinburg el 1918 durant la Revolució bolxevic. En temps anteriors, el títol també s'emprava amb els descendents dels kans (tsars) de Kazan, Kassímov i Sibèria després que aquests fossin annexionats per Rússia.